# Саида-Зайнаб
Саи́да-Зайна́б (араб. السيدة زينب; букв. «Госпожа Зайнаб») — город в мухафазе Дамаск в Сирии, расположенный в 10 км к югу от Дамаска, столицы страны.
Население 136 427 человек (по данным переписи 2004 года) это 10-й по численности населения город Сирии и самый населённый город-спутник Дамаска.

## Этимология
Название города происходит от святыни, в которой находится могила Зейнаб, дочери Али и Фатимы и внучки пророка Мухаммада. Шииты-двунадесятники верят, что Мавзолей Саиды-Зайнаб является подлинным местом захоронения госпожи Зайнаб, тогда как Мечеть Саиды Зайнаб в Каире, носящая то же название, принадлежит Зейнаб бинт Яхья бинт Зейд бинт Али Зайн аль-Абидин (то есть правнучке Имама).

## Религиозное значение
Саида-Зайнаб является одним из важнейших мест паломничества для шиитских мусульман. Она также стала важным центром обучения в шиитском мире. В 1980-х годах, во время Ирано-иракской войны, а также в 1990-х годах поток посетителей значительно увеличился, так как шиитские святыни в Ираке были недоступны. До 2011 года около 1 миллиона туристов посещали город Саида-Зайнаб каждый год.
Шиитские паломники особенно приезжали в священный город Сайида-Зейнаб, чтобы просить исцеления. В городе действуют 33 государственные школы и ряд религиозных учреждений.

## Современная история
14 июня 2012 года город стал целью атаки террориста-смертника, в результате которой около 14 человек получили тяжёлые ранения.
С середины лета 2012 года город подвергался атакам вооружённых боевиков из соседних суннитских городов. Многие шиитские и проправительственные семьи были вынуждены покинуть свои дома в южном Дамаске и искать убежища в Сайиде Зейнаб. Постоянные обстрелы стали более частыми в этом преимущественно шиитском городе, а ракеты, падающие на случайные места в городе, стали обычным явлением. В январе 2013 года миномётный снаряд попал в Мавзолей Сайиды Зейнаб, причинив некоторый ущерб одному из минаретов. По состоянию на 7 декабря 2012 года Сайида-Зейнаб считалась оплотом правительственных сил. 4 февраля 2013 года сообщалось, что Сайида Зейнаб стала ареной боёв между повстанцами и бойцами Хезболлы и иракскими шиитами.
31 января 2016 года в результате двойного взрыва в районе Коа-Содхда, недалеко от мечети Сайиды Зейнаб, погибли по меньшей мере 71 человек. По меньшей мере 40 человек также получили ранения в результате взрывов, вызванных автомобильными бомбами. Атаки произошли в то время, когда делегаты от сирийского правительства и оппозиционных групп собрались в Женеве для предварительных мирных переговоров.
21 февраля 2016 года в результате до четырёх взрывов, включая взрыв автомобиля и два взрыва смертников, погибли по меньшей мере 134 человека и более 180 получили ранения. Ответственность за атаки взяла на себя ИГИЛ.
ИГИЛ взяло на себя ответственность за взрыв в июне, в результате которого 55 человек получили ранения. SANA сообщила о 12 погибших, а SOHR сообщила о 20 погибших.
Согласно The Times of Israel от 21 мая 2022 года, ссылаясь на аккаунт в Twitter, отслеживающий военную активность Израиля в Сирии, утверждалось, что «удары были нанесены по объектам в пригороде Сайида-Зейнаб, к югу от Дамаска».